# Tractat de Doak's Stand

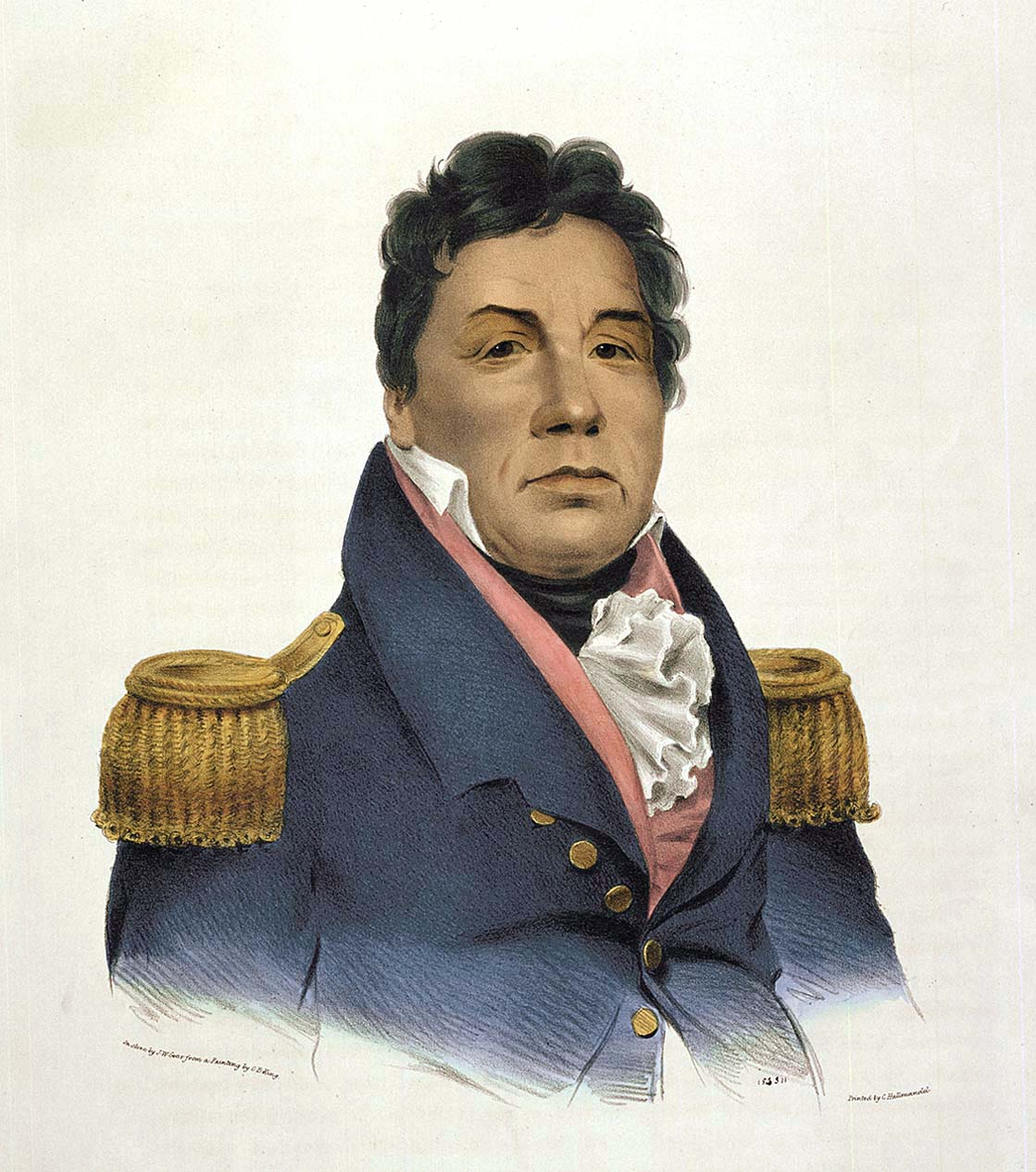
Pushmataha en 1824, d'History of the Indian Tribes of North America.

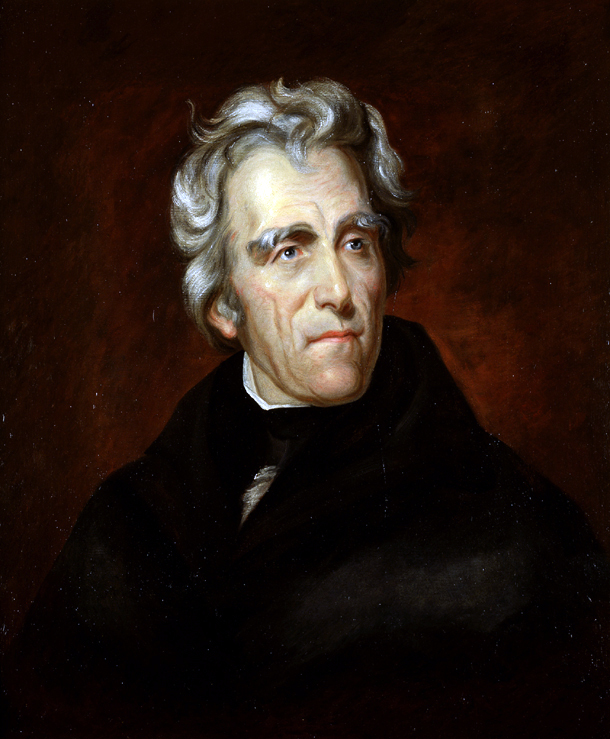
Andrew Jackson en 1824.

El Tractat de Doak's Stand (7 Stat. 210, també conegut com a Tractat amb els Choctaw) fou signat el 18 d'octubre de 1820 (proclamat el 8 de gener de 1821) entre els Estats Units i la nació índia dels choctaws. Sobre la base dels termes de l'acord, els choctaw van acordar renunciar a aproximadament la meitat de la seva pàtria choctaw. A l'octubre de 1820 Andrew Jackson i Thomas Hinds van ser enviats com a comissionats que van representar els Estats Units per negociar un tractat per lliurar una part del país choctaw a Mississipi. Es van reunir amb representants de les tribus al Doak's Stand del Natchez Trace. Es van reunir amb els caps Pushmataha, Mushulatubbee i Apuckshunubbee, que representaven les tres principals divisions regionals dels choctaws. Els acompanyaren els caps dels pobles i altres homes prominents, com el coronel Silas Dinsmore.
Dinsmore era un antic agent indi dels Estats Units davant els choctaw; el seu passaport governant en 1812 havia provocat una breu polèmica amb Jackson. Dinsmore va ser a les negociacions per resoldre una demanda de la terra; creia que la política del govern estatunidenc cap a les tribus indígenes era molt dura. La seva actitud suggeria una confrontació potencial, però Jackson no li va prestar atenció.
La convenció va començar el 10 d'octubre amb la conferència de Jackson (a qui els choctaw anomenaven Ganivet Afilat) a més de 500 Choctaw. Després que la seva proposta d'intercanviar terres choctaw pel territori en l'actual Arkansas, Pushmataha acusà Jackson d'enganyar en la qualitat de les terres a l'oest del Mississipi. Pushmataha va dir: "Jo conec bé el país ... L'herba és a tot arreu molt curta ... No hi ha més que castors, i la mel i les fruites són rares." Jackson finalment va recórrer a les amenaces per pressionar els choctaw per signar un tractat. Va cridar: "Molts de la vostra nació ja estan més enllà del Mississipi, i altres cada any s'hi traslladen .... Si et negues ... la nació serà destruïda." El 18 d'octubre de 1820, els caps van signar el tractat.
L'article IV preparava el choctaws per convertir-se en ciutadans dels Estats Units quan esdevinguessin en aculturats. Aquest article més tard va influir en l'article XIV del Tractat de Dancing Rabbit Creek de 1830.
| «                                 | ART. IV. Els límits establerts per aquest mitjà entre els indis choctaw i els Estats Units, en aquest costat del riu Mississipi, es mantindran sense alteració fins al període en què aquesta nació es convertirà en tan civilitzada i il·lustrada com per fer-se ciutadans dels Estats Units, i el Congrés establirà d'una parcel·limitada de terra per al benefici de cada família o individu en la nació. ... | » |
| — - Tractat de Doak's Stand, 1820 | |   |

## Termes
El preàmbul comença amb, 
| «                                | CONSIDERANT que és un objecte important amb el President dels Estats Units, per promoure la civilització dels indis choctaw, per la creació d'escoles entre ells; i per a perpetuar-los com a nació, a través de l'intercanvi, per a una petita part de la seva terra aquí, un país més enllà del riu Mississipi, on tots, els que viuen de la caça i no treballen, podran recollir i establir-se junts. I que és convenient per a l'estat de Mississipi, per obtenir una petita part de les terres pertanyents a aquest país; per a l'adaptació mútua de les parts, i per assegurar la felicitat i la protecció de tota la nació choctaw, així com la preservació de l'harmonia i l'amistat que tan feliçment subsisteix entre ells i els Estats Units, James Monroe, president dels Estats Units d'Amèrica, per Andrew Jackson, de l'Estat de Tennessee, general de Divisió de l'Exèrcit dels Estats Units, i el general Thomas Hinds, de l'Estat de Mississipi, Comissionats plenipotenciaris dels Estats Units, d'una banda, i els "mingoes", caps i guerrers de la nació Choctaw, en ple Consell reunit, per altra banda, han entrat en forma lliure i voluntària en els articles següents, és a dir ... | » |
| — -Tractat de Doak's Stand, 1820 | |   |

Els termes del tractat eren:
1. La terra choctaw (a Mississipi) era cedida als EUA.

2. La frontera de les terres occidentals (a Arkansas) era cedida a la nació choctaw. 

3. Delimitació de fronteres per guies nomenats pels choctaw.

4. Les fronteres no poden canviar fins que els choctaws siguin civilitzats i il·lustrats per tal d'esdevenir ciutadans dels Estats Units.

5. Es donarà als choctaw que es traslladin del territori cedir a les terres a l'oest del Mississipi (Oklahoma) blat de moro, mantes, bullidors d'aigua, canons de fusell, motlles i pinces de bala i municions, durant un any.

6. Es designarà un agent estatunidenc, s'enviaran béns i subministraments i els choctaws nomenaran un ferrer en terres cedides. Les propietats dels choctaws traslladats els serà enviada.

7. Venda de terres Choctaw per donar suport a escoles Choctaw a banda i banda del riu Mississipi. 

8. Anualitat de 6000 dòlars anuals durant 16 anys per als choctaws disconformes.

## Signataris
Andrew Jackson, Thomas Hinds, Apukshunnubbee, Pooshawattaha, i Mushulatubbee.